# Dietmannsried

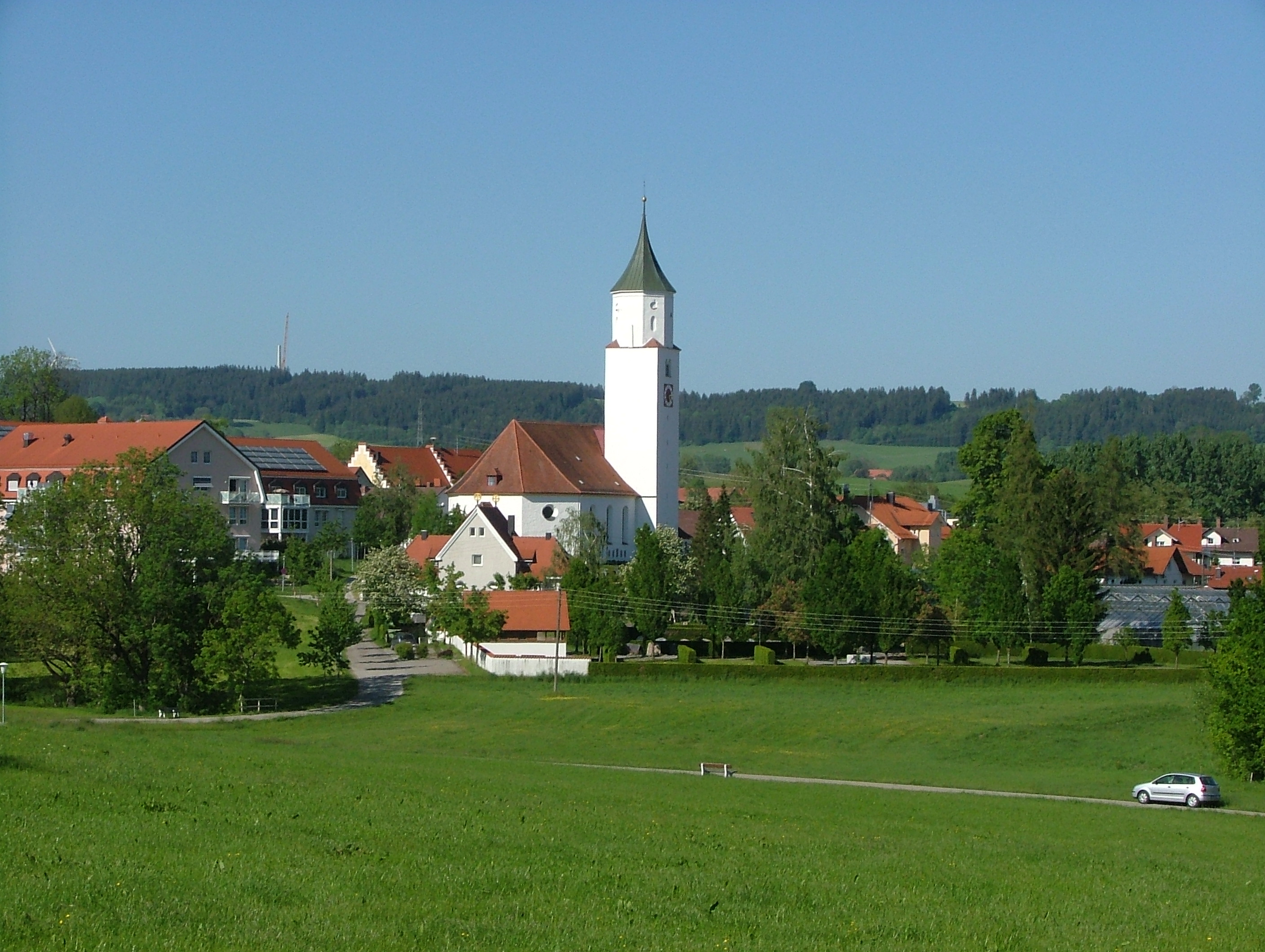
Dietmannsried, Blick von Westen

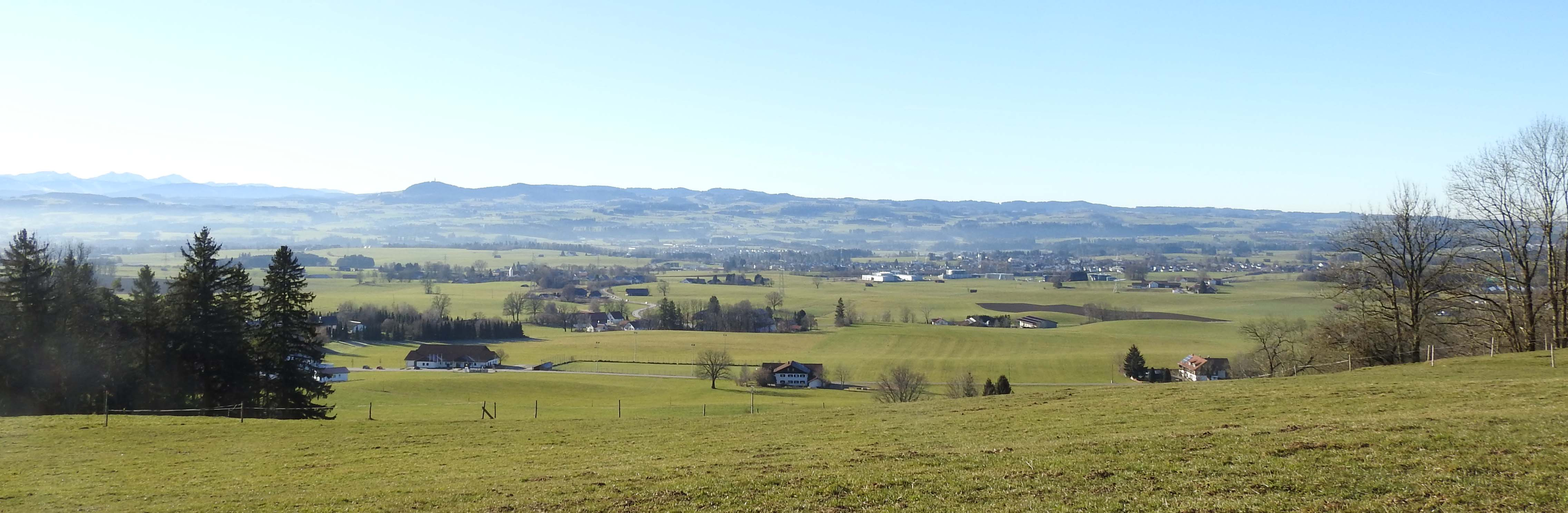
Dietmannsried von Osten

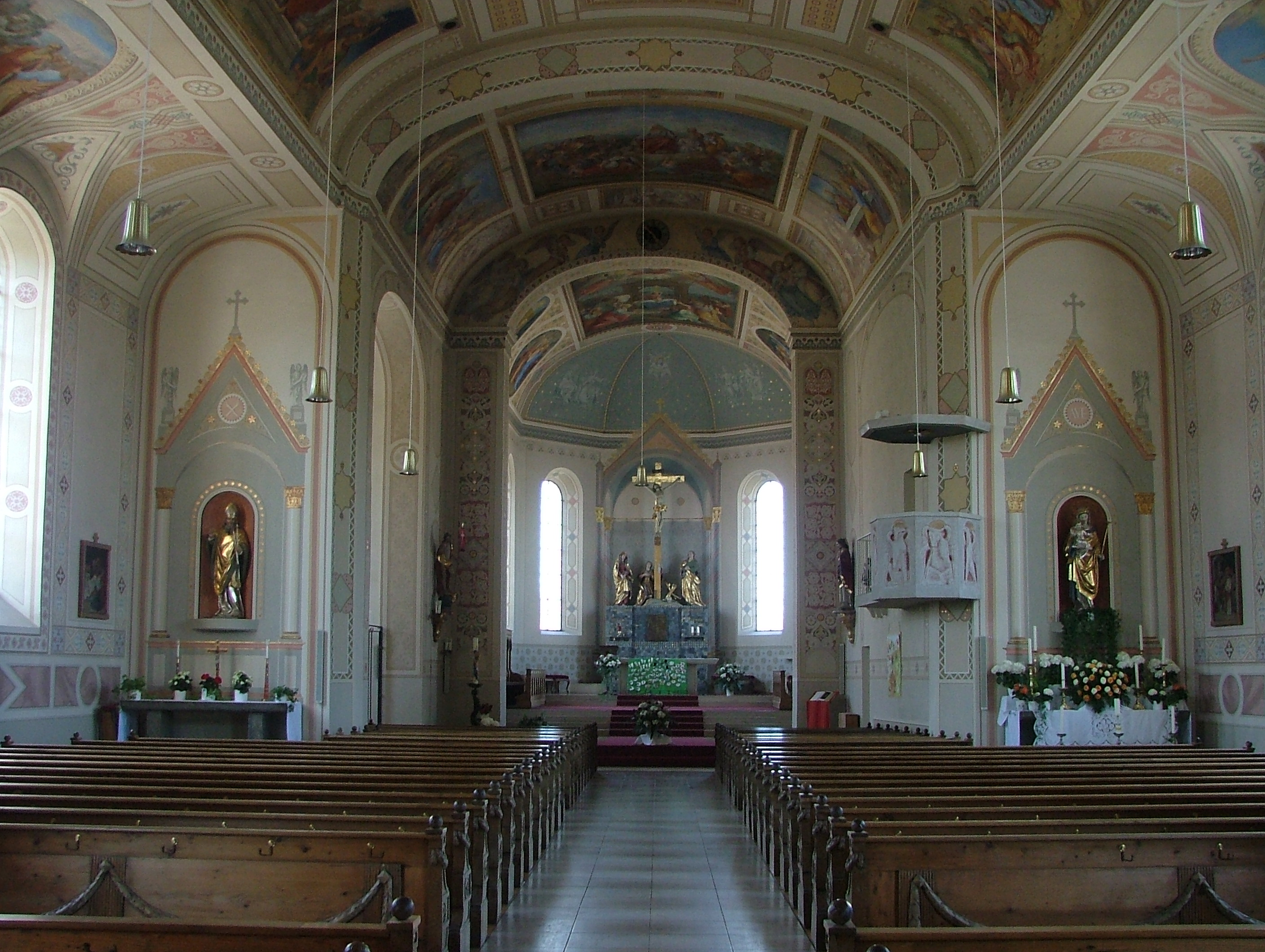
Innenraum der Kirche im neugotischen Stil

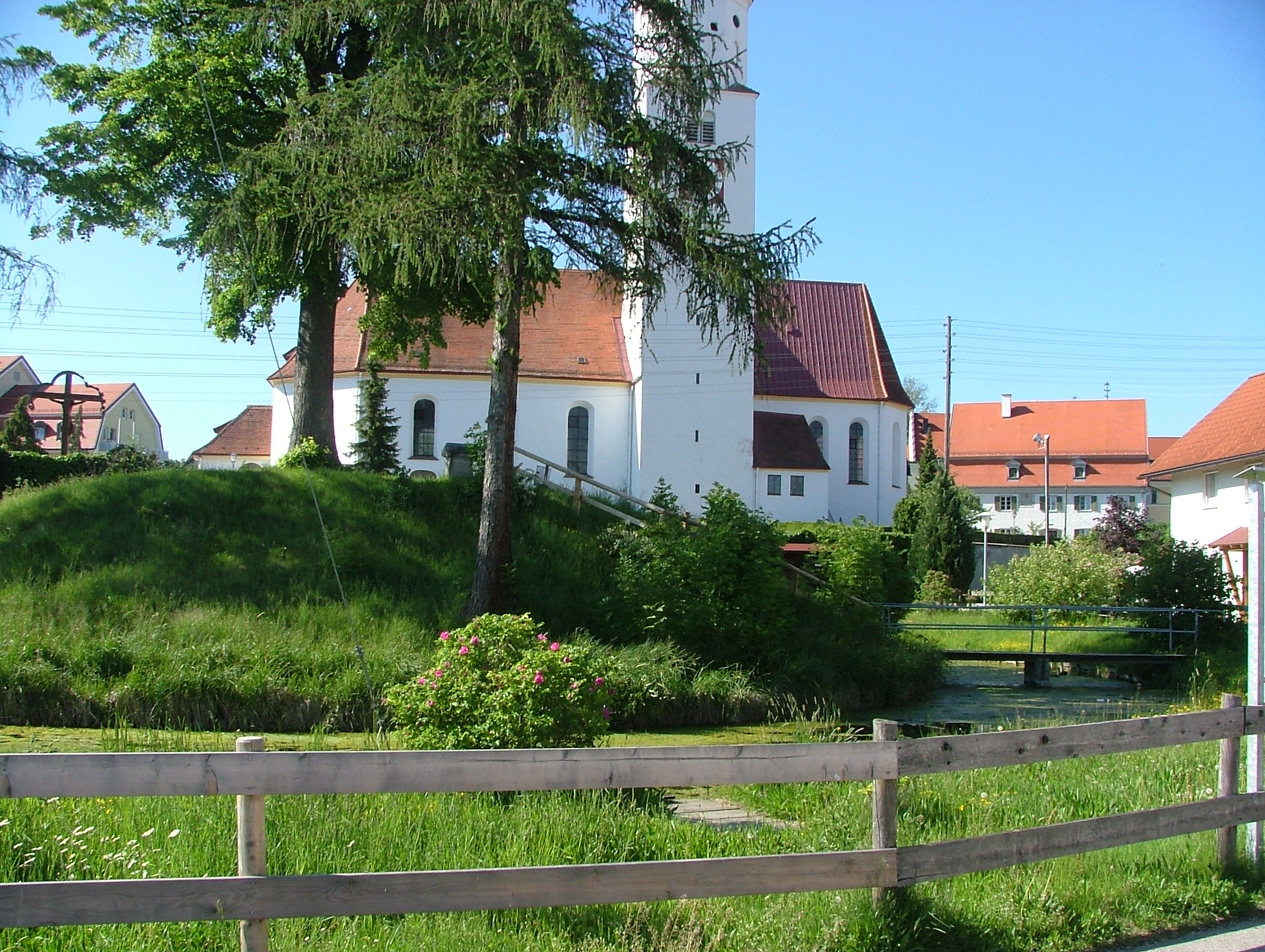
Der Inselweiher, im Mittelalter eine Motte auf einer künstlichen Insel

Dietmannsried (ⓘ) ist ein Markt im schwäbischen Landkreis Oberallgäu.

## Geografie

### Lage
Die Gemeinde liegt 20 km südlich von Memmingen und 15 km nördlich von Kempten in der Region Allgäu. Sie grenzt an die Iller.
Die Höhenlage der Gemeinde reicht von 624 m ü. NHN an der Iller bei Tiefenau bis 874 m ü. NHN östlich von Schrattenbach.

### Gemeindegliederung
Es gibt 66 Gemeindeteile: (Ehemalige Gemeinden: Hauptort mit Gemeindeteilen)
- Dietmannsried mit Atzenberg, Gefällmühle, Henkels, Komposten, Kuster, Papierer, Schochenbühl und Zinkenhalde
- Probstried mit Albus, Bärenwies, Buchen, Ehmanns, Finstersteig, Gemeinderied I, Gschlavers, Göhlmühle, Haslach, Hinterhalde, Öschle, Osterberg mit Osterwald, Rauhmühle, Reutacker, Reute, Schilchern, Todtenberg, Überbach, Ussenried, Wiesenthal, Wirtshalde und Wohlmuts
- Reicholzried mit Graben, Greith, Haldenmühle, Hesselstall, Heusteig, Kiesels, Kraiberg, Maierhof, Mannenschley, Pfosen, Ried, Sachsenried, Schorenmoos, Sommersberg, Tiefenau, Veiten und Wanners
- Schrattenbach mit Eichholz, Gemeinderied II, Grasgrub, Hörensberg, Käsers, Naiers, Oberried, Pfefferhof, Schoren und Vockenthal
- Überbach mit Hinter der langen Zeil, Kassier und Sandbühl

Der ehemalige Ort Eggenbühl ist abgegangen oder mit einem Nachbarort verschmolzen.
Es gibt die Gemarkungen von Dietmannsried, Probstried, Reicholzried, Schrattenbach und Überbach.

## Geschichte

### Bis zur Gemeindegründung
Steinzeitfunde im Regis weisen auf Menschen vorgeschichtlicher Zeit hin, Kelten und Römer siedelten hier, ein 100-m-Quadrat-Grundriss mitten im Ort mag davon herrühren. Schwäbische Siedler rodeten das Waldland und führten den Pflug. Namhaft sind Dietmar (von ihm – Dietmars Rodung – wurde der Name Dietmannsried abgeleitet) und Rich(w)olf, auch ein Propst (Amtsverwalter oder kirchlicher Würdenträger), geworden.
Aus merowingischer Zeit soll die Burg Dietmannsried im Inselweiher Dietmannsried stammen, zur Frankenzeit schenkte Hildegard, Gemahlin Karls des Großen, dem Benediktinerkloster Kempten große Gebiete im Umkreis, und Dietmannsried wurde namentlich erwähnt.
Das Fürststift Kempten vergab Dietmannsried 1176 als Dienstlehen an die von Ueberbach, welche Schirmvögte der Kirche in Dietmannsried waren. Ein Dorfgericht wurde 1403 eingerichtet. Ab 1478 herrschten die von Rechberg über Dietmannsried, von diesen ging die Herrschaft 1512/1519 wieder an das Fürststift Kempten zurück. Das Marktrecht wurde Dietmannsried 1586 verliehen.
Der Markt Dietmannsried war vor 1800 Sitz eines Oberen und Unteren Gerichts und gehörte zum Fürststift Kempten. Seit dem Reichsdeputationshauptschluss und der Säkularisation von 1803 gehört der Ort zu Bayern. Im Jahr 1818 wurde die Gemeinde gegründet. Dietmannsried besaß seit 1586 das Marktrecht mit wichtigen Eigenrechten.
Wappen der ehemaligen Gemeinden

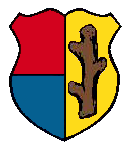
Probstried
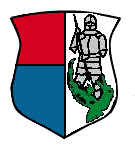
Reicholzried
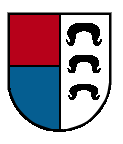
Schrattenbach
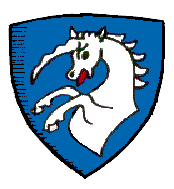
Überbach

Das Kriegerdenkmal (Dietmannsried) wurde 1956 errichtet.

### Eingemeindungen
Im Zuge der Gebietsreform in Bayern wurden am 1. Januar 1972 die Gemeinden Reicholzried und Überbach eingegliedert. Am 1. Mai 1978 folgten Probstried und Schrattenbach. Letztere war am 23. November 1863 durch Ausgliederung aus Dietmannsried neu entstanden.

### Einwohnerentwicklung
| Jahr      | 1961 | 1970 | 1987 | 1991 | 1995 | 2001 | 2005 | 2010 | 2015 | 2018 | 2020 |
| Einwohner | 4235 | 4679 | 6067 | 6537 | 7062 | 7584 | 7921 | 7873 | 7904 | 8175 | 8329 |

Von 1988 bis 2008 wuchs Dietmannsried um 1729 Einwohner (ca. 28 %). Zwischen 1988 und 2018 stieg die Einwohnerzahl um 1938 bzw. 31,1 %.

## Politik

### Gemeinderat und Bürgermeister
Der Marktgemeinderat hat 20 Mitglieder. Sie verteilen sich nach der Kommunalwahl am 15. März 2020 folgendermaßen auf die einzelnen Parteien und Wählergemeinschaften:
| Partei / Liste                            | Sitze | Stimmenanteil |
| Christlich-Soziale Union                  | 5     | 25,28 %       |
| Freie Wähler                              | 5     | 25,09 %       |
| Probstrieder Wählergemeinschaft           | 3     | 17,08 %       |
| Die freie Bürgerliste Reicholzried (DfBR) | 3     | 13,86 %       |
| Schrattenbacher Bürgerliste               | 3     | 12,66 %       |
| SPD                                       | 1     | 6,02 %        |

Die Wahlbeteiligung lag bei 63,81 %.
Erster Bürgermeister ist Werner Endres (Freie Wähler). Er wurde bei der Kommunalwahl 2014 mit 57,6 % der gültigen Stimmen gewählt. Bei der Kommunalwahl 2020 wurde er mit 96,6 % der gültigen Stimmen im Amt bestätigt.

### Wappen
| Wappen von Dietmannsried | Blasonierung: „Gespalten von Rot und Blau durch eine gekürzte, eingeschweifte silberne Spitze, darin auf grünem Boden liegend ein rotes Herz; vorne eine linksgewendete silberne Taube, hinten ein goldener Hahn.“ |
| Wappen von Dietmannsried | Wappenbegründung: Ein Siegel aus der Zeit um 1820 zeigt eine Föhre, rechts davon eine Taube und links einen Hahn. Ein Dienstsiegel von 1901 hat diese Darstellung übernommen. In einer Wappenbeschreibung von 1835 werden unten ein rotes Herz und oben eine Föhre erwähnt. Die Farben Rot und Blau weisen auf das Fürststift Kempten hin, das den Ort im 16. Jahrhundert zum Mittelpunkt der nördlichen Grafschaft Kempten machte und sich gegen den Widerstand der Reichsstädte Kempten, Leutkirch und Memmingen dafür einsetzte, dass ihm Kaiser Rudolf II. im Jahr 1586 die Marktrechte verlieh. Der Hahn stammt aus dem Wappen der Vorner zu Überbach, die Beamte im Fürststift Kempten waren und die Herrschaft Überbach als stiftskemptisches Lehen innehatten. Nach dem Tod des letzten Vorner 1592 kamen die Güter 1594 wieder an das Fürststift. Die Taube ist eine Wappenfigur der Bürgerfamilie Laufner aus Kempten und erinnert an ihre Ortsherrschaft in Dietmannsried. Die ehemalige Föhre stand fälschlicherweise redend für den Namen Vorner. Das Herz hat keine Bedeutung und wird als Allegorie aus der Biedermeierzeit angesehen. |

### Gemeindepartnerschaften
Dietmannsried unterhält seit 1988 eine Partnerschaft mit der südfranzösischen Gemeinde Carry-le-Rouet.

## Baudenkmäler
- Rathaus (Dietmannsried)

## Bilder

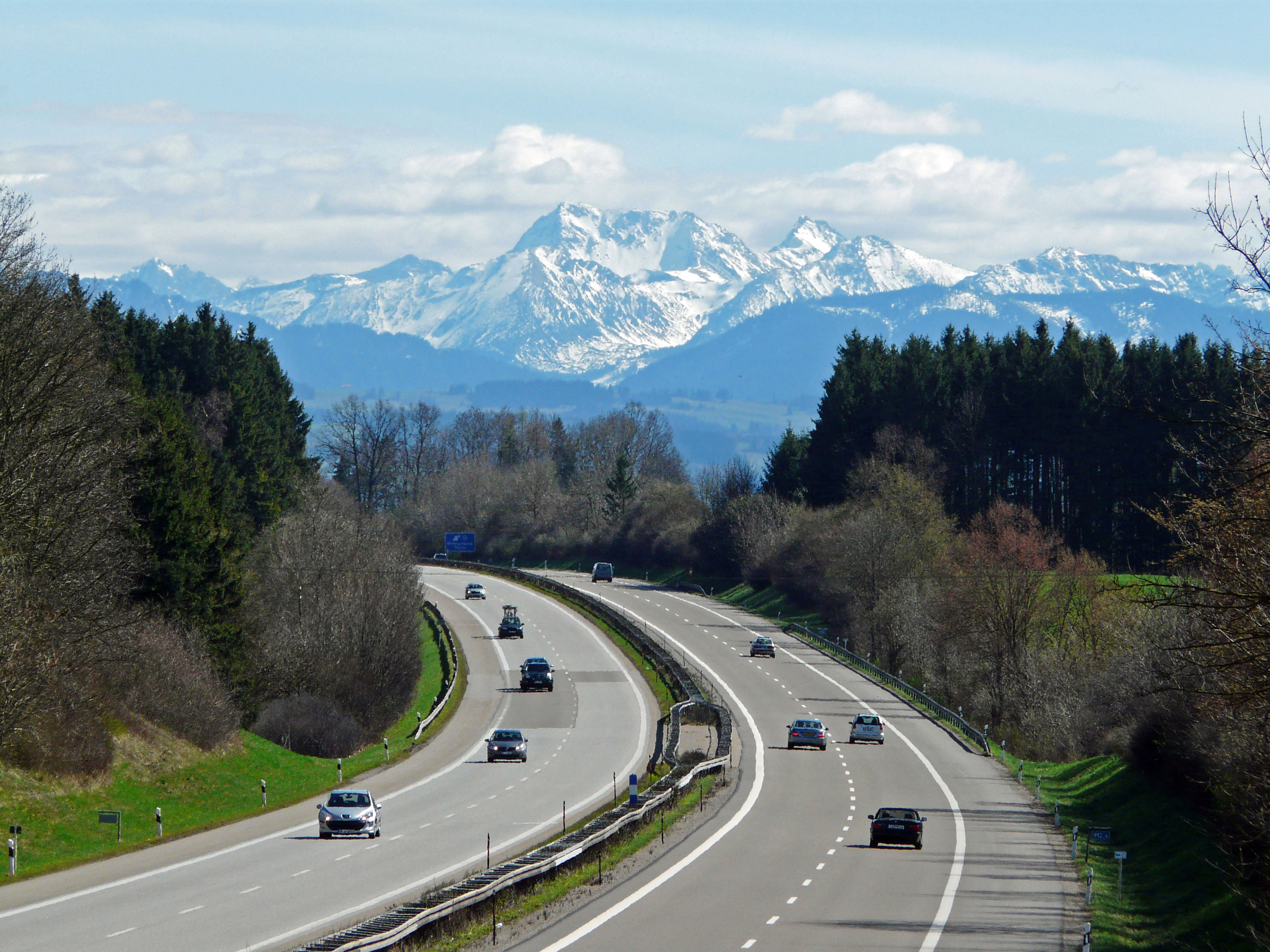
A 7 – „Allgäuer Tor“
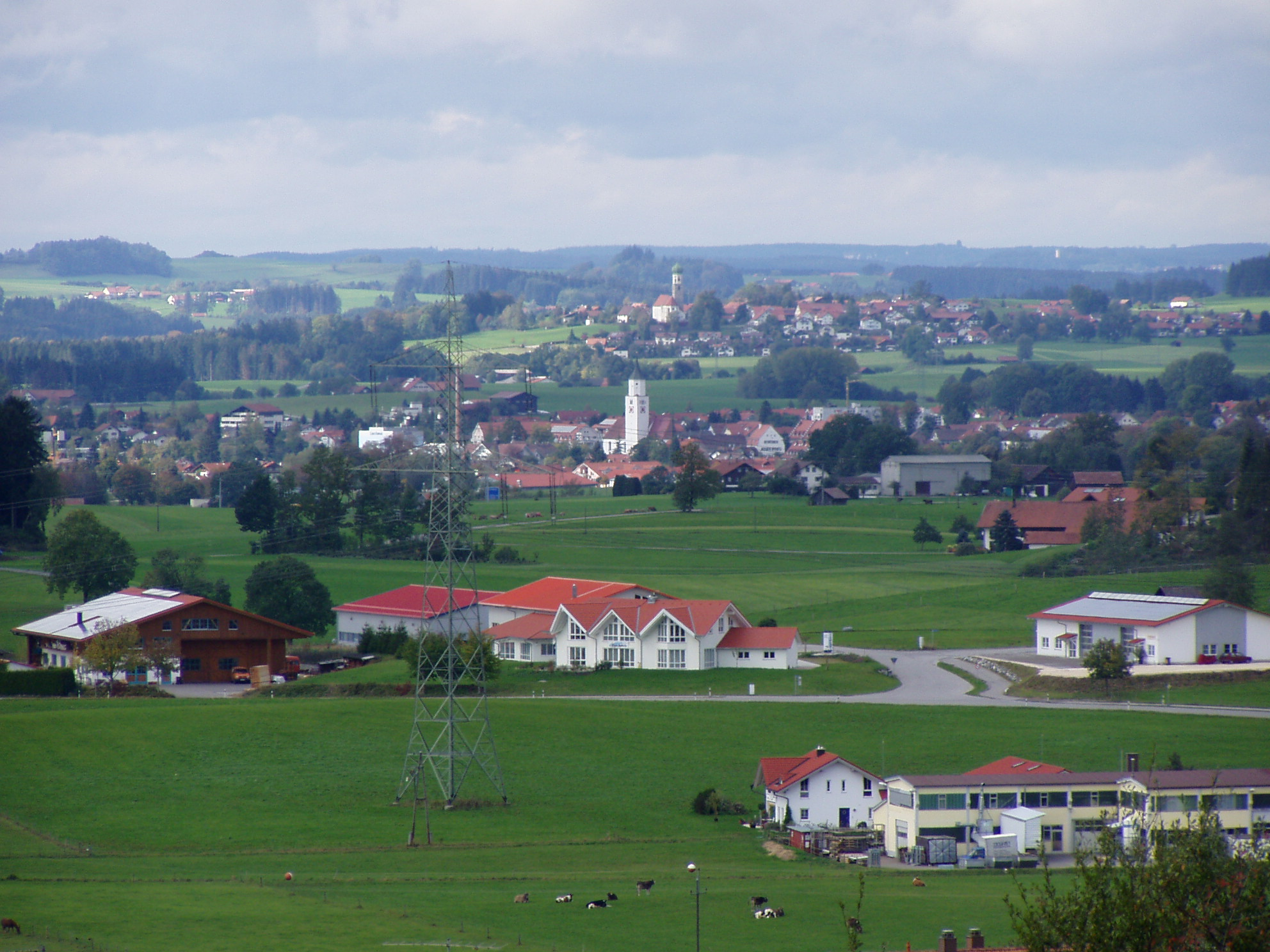
Dietmannsried und Reicholzried
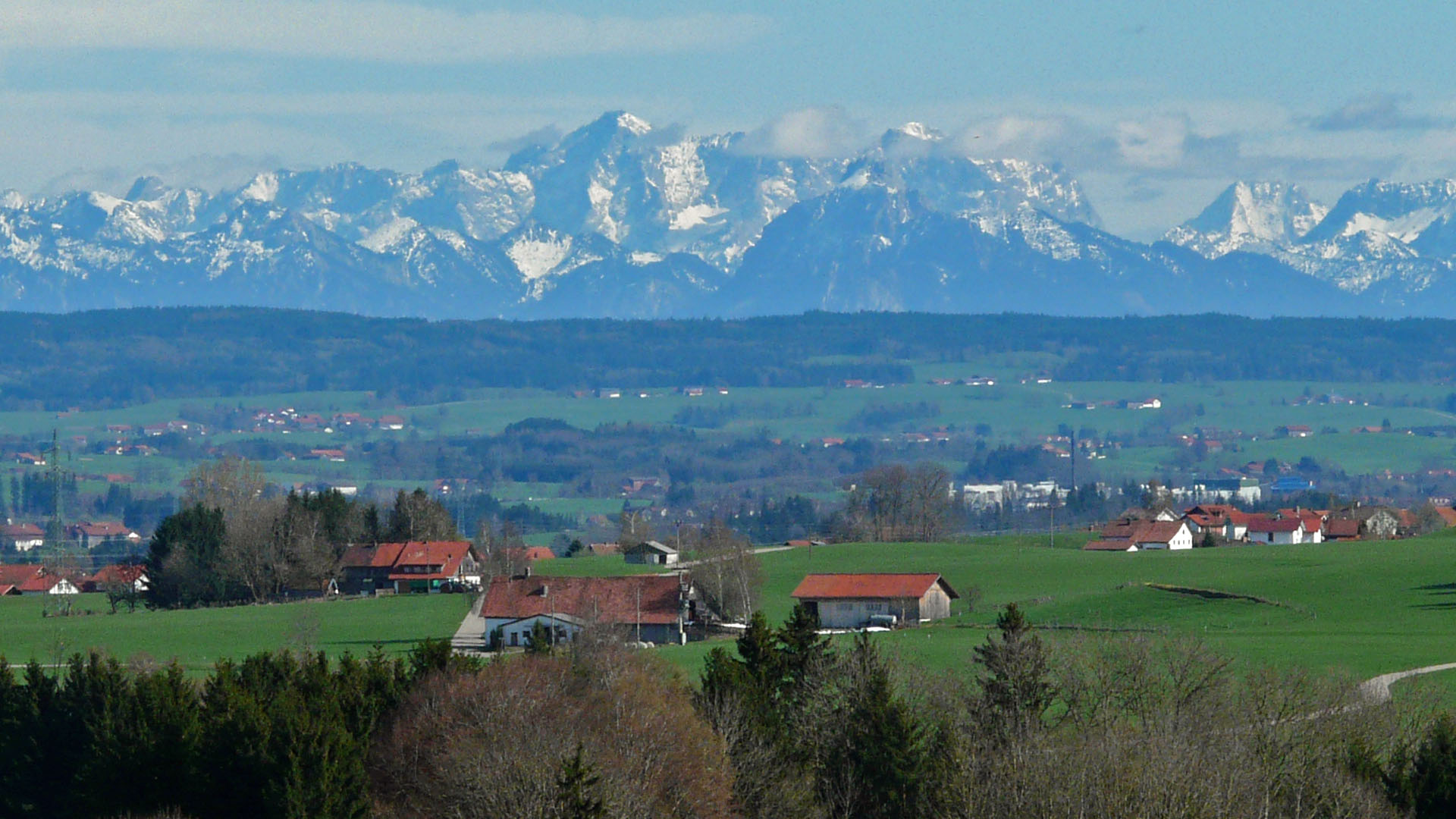
Dietmannsrieder Flur
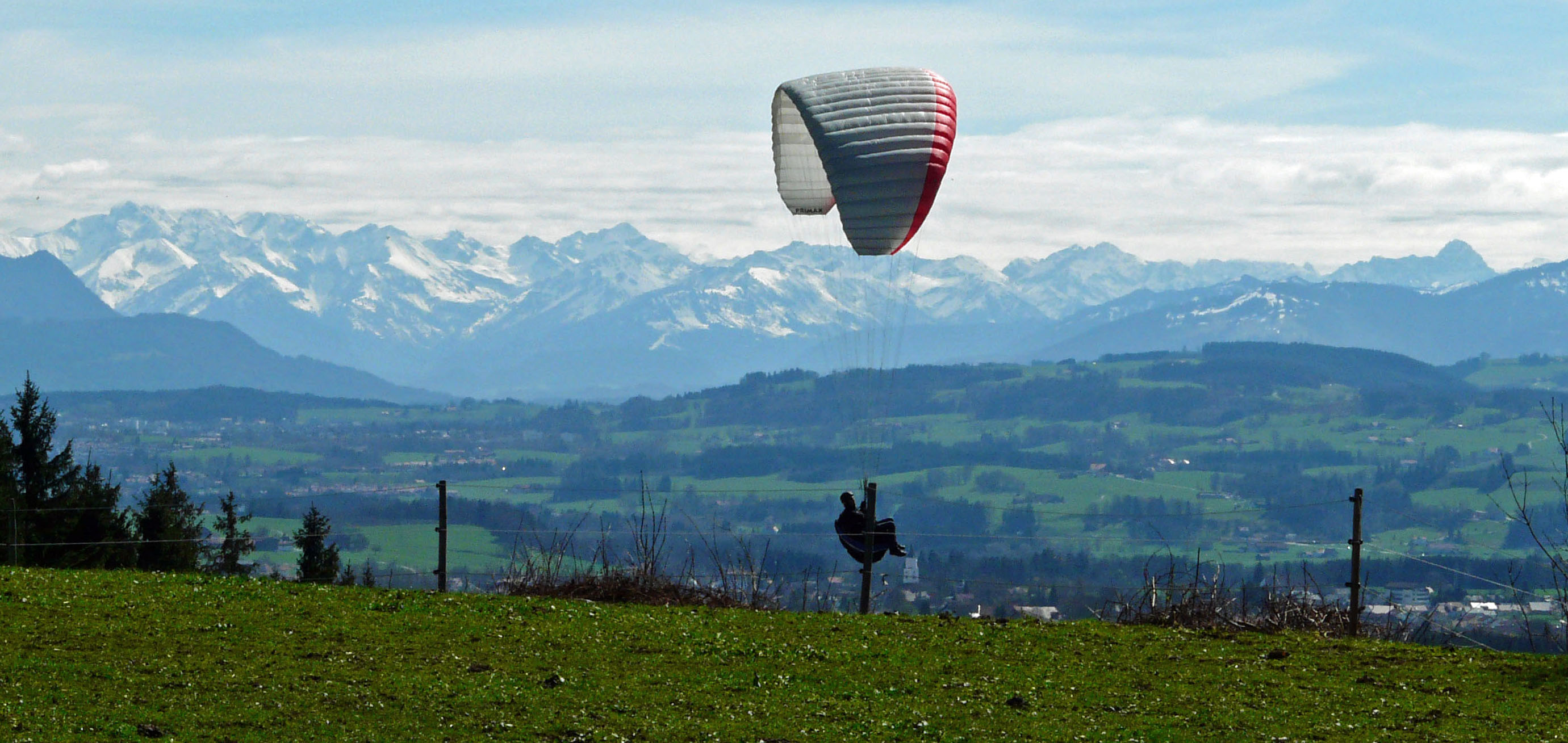
Paragliding bei Hinterhalde
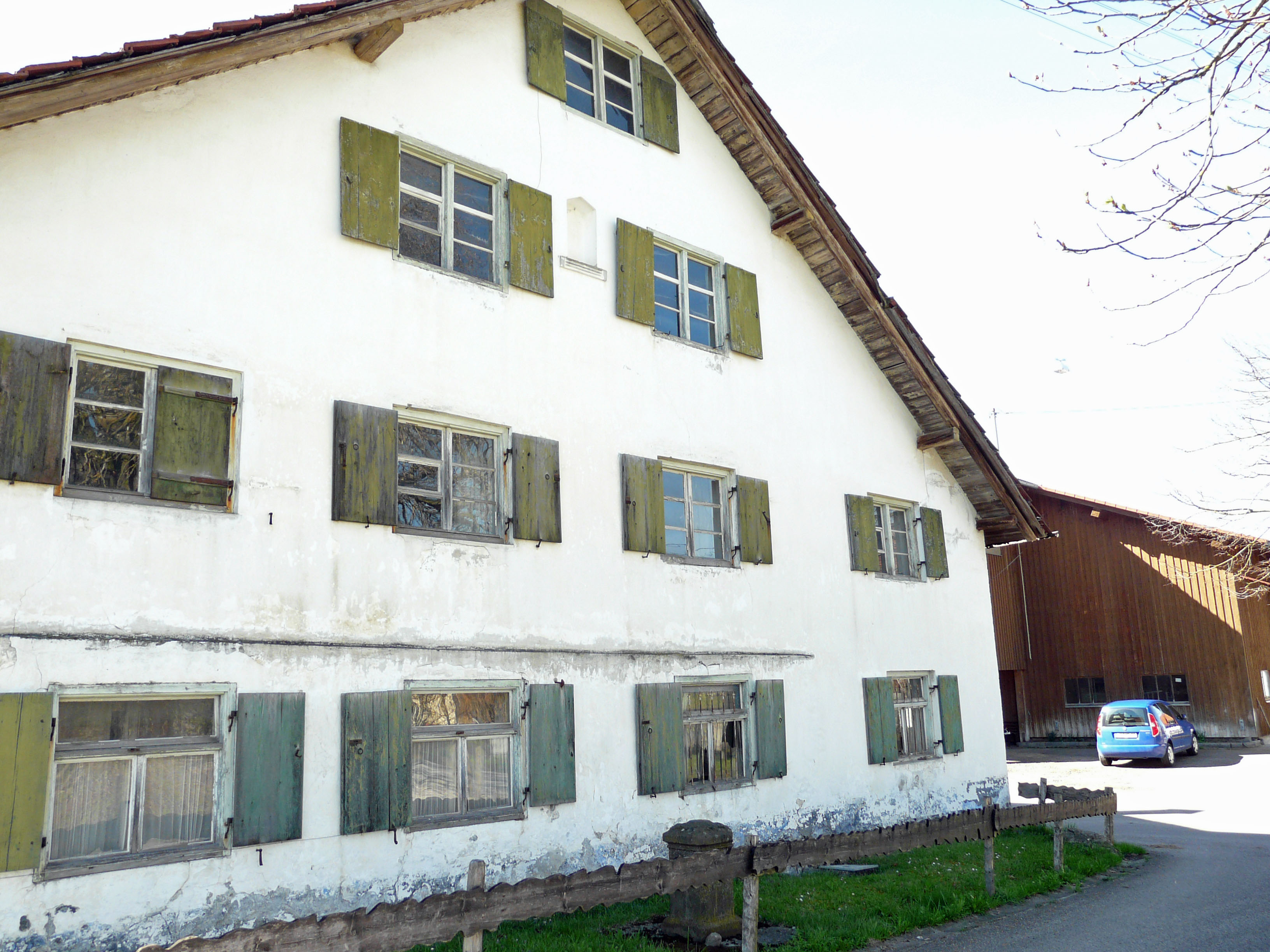
Käsers
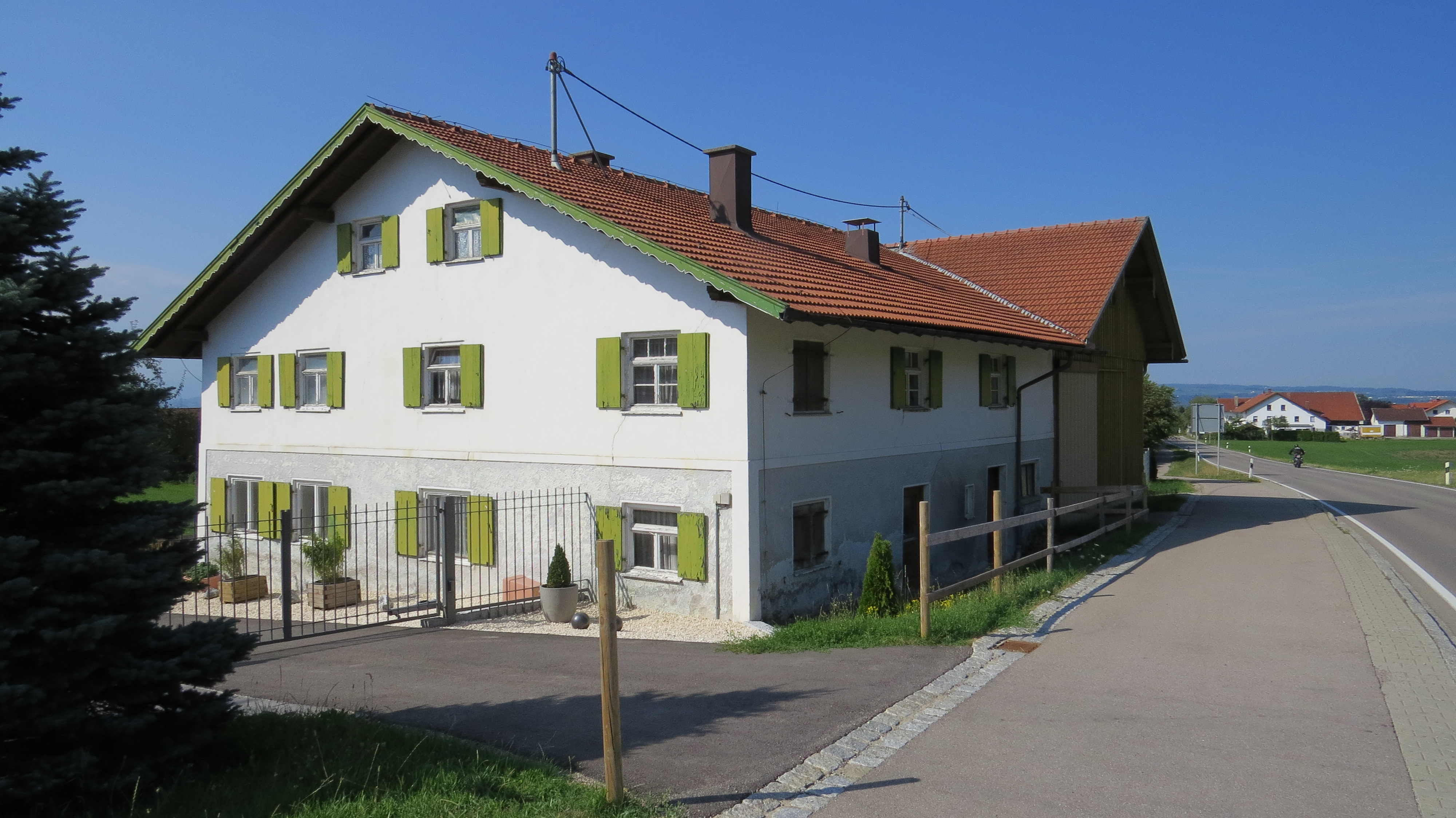
Öschle
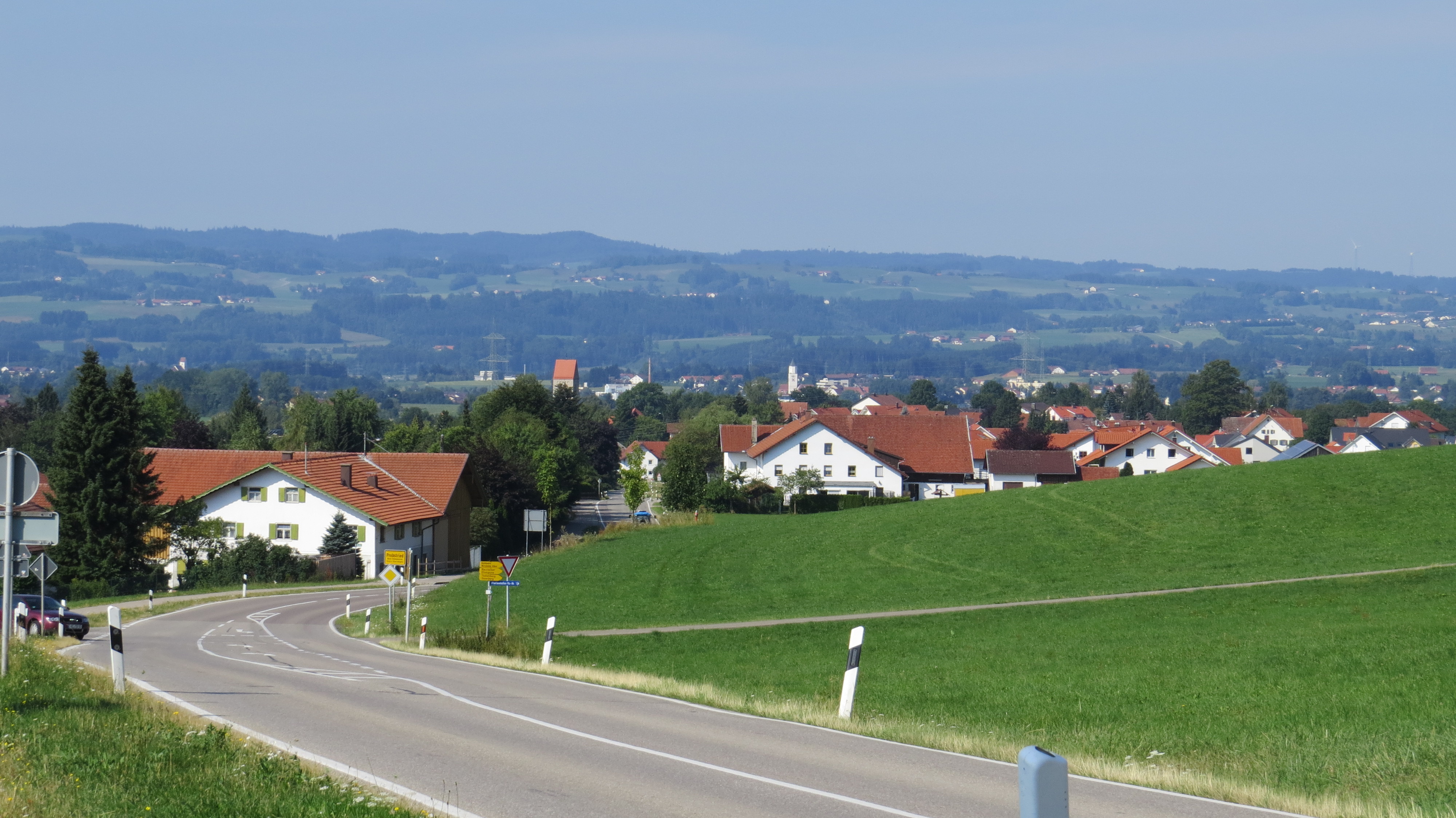
Probstried von Osten
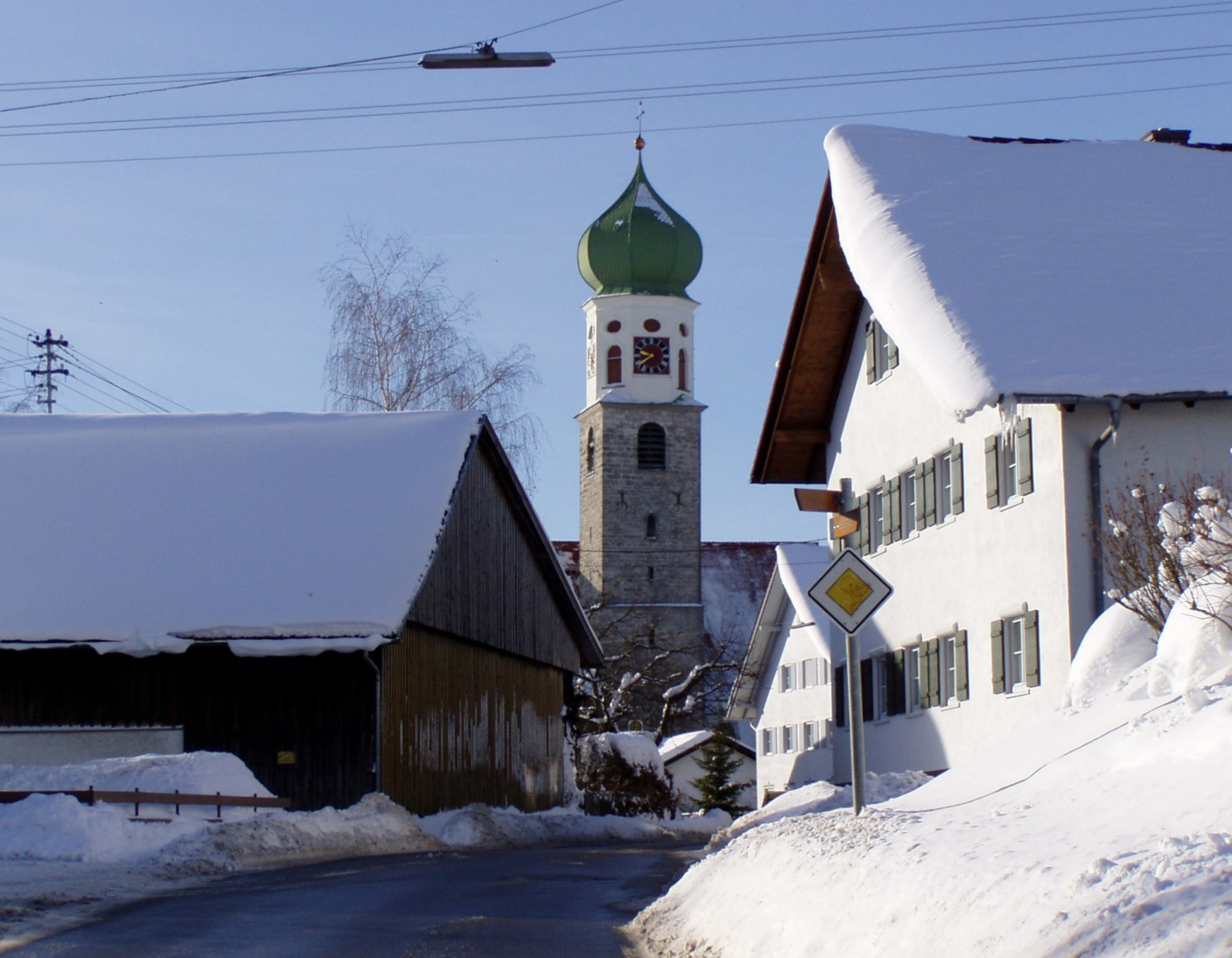
Reicholzried
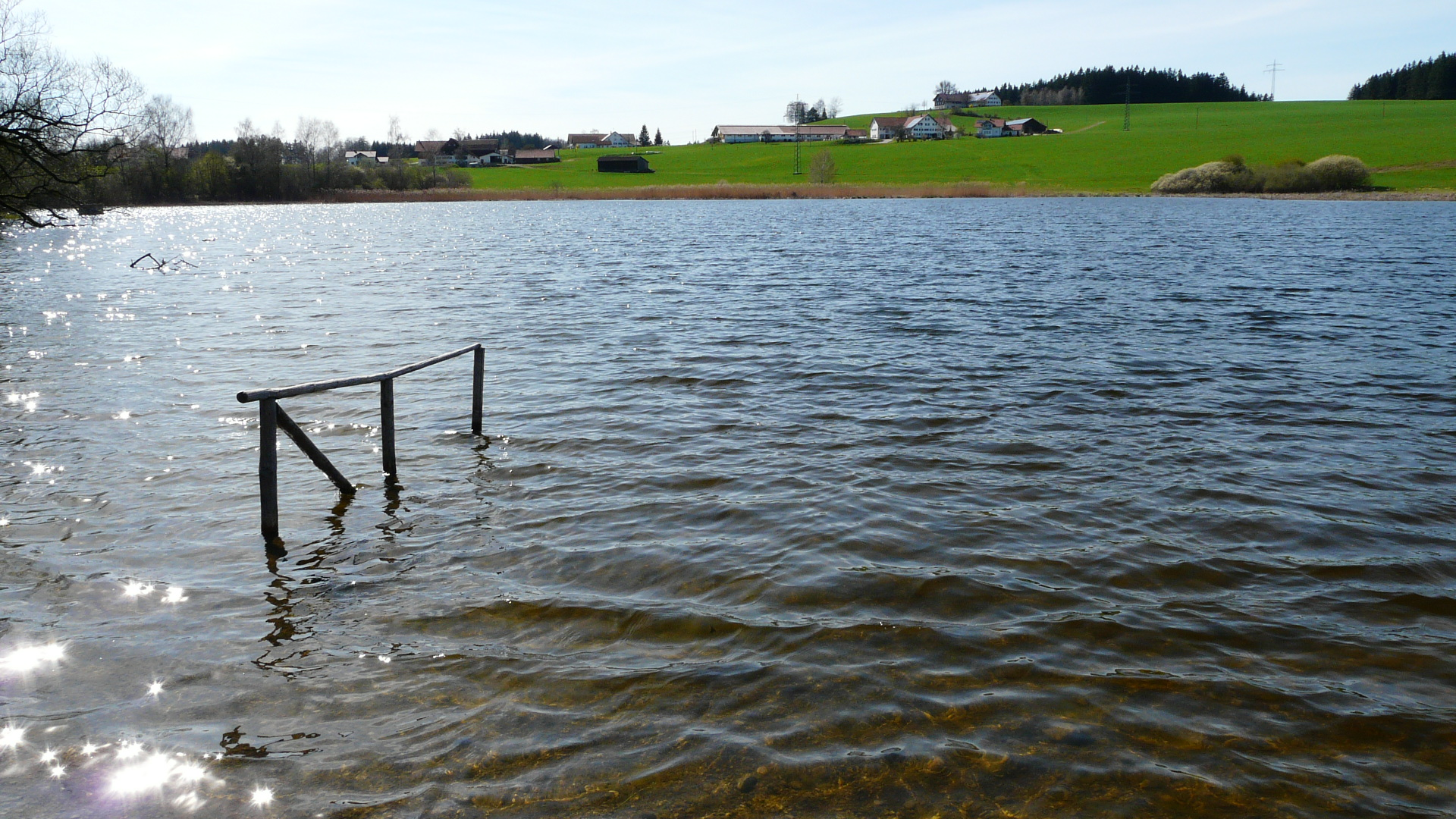
Sachsenrieder Weiher
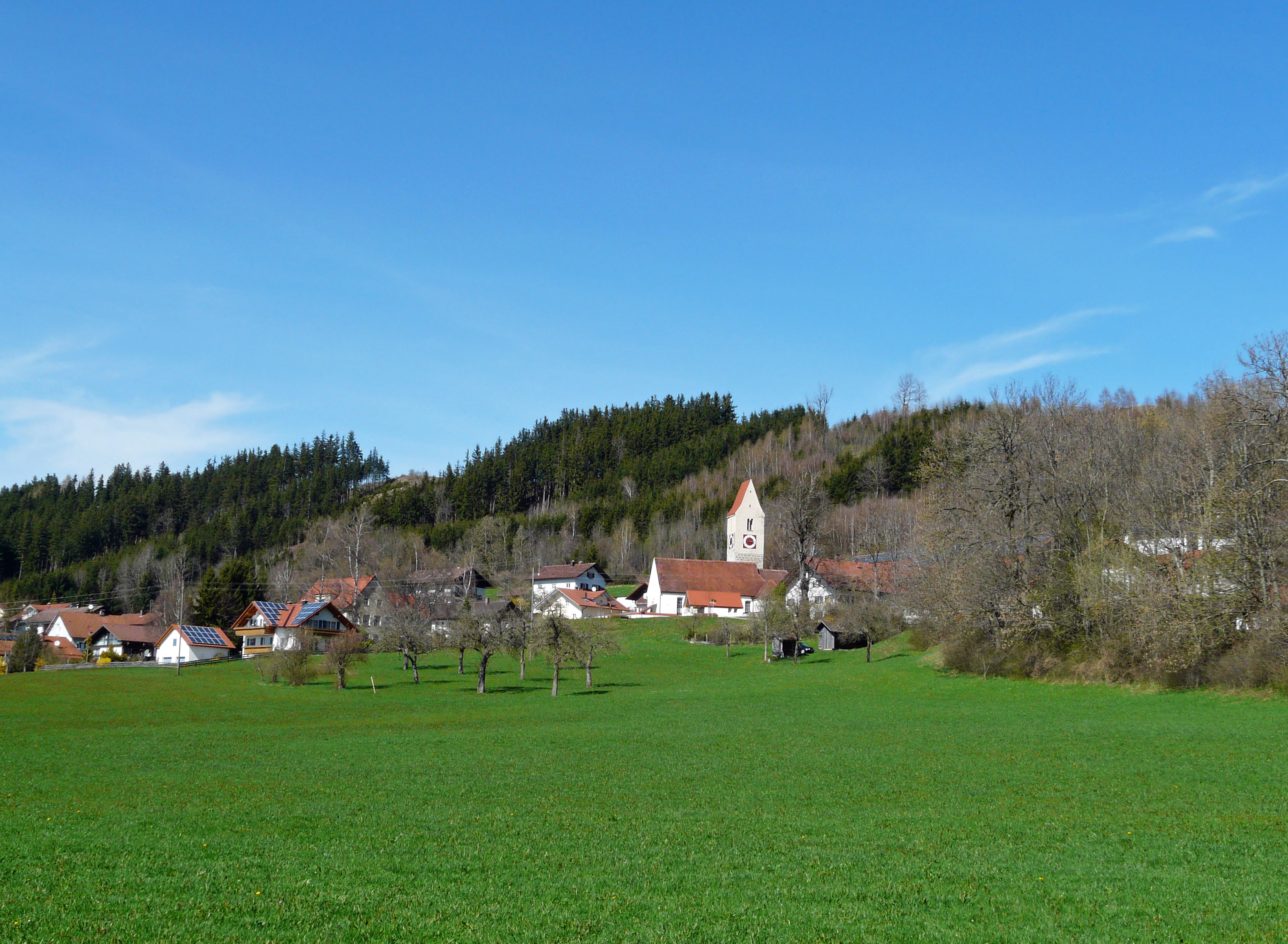
Schrattenbach
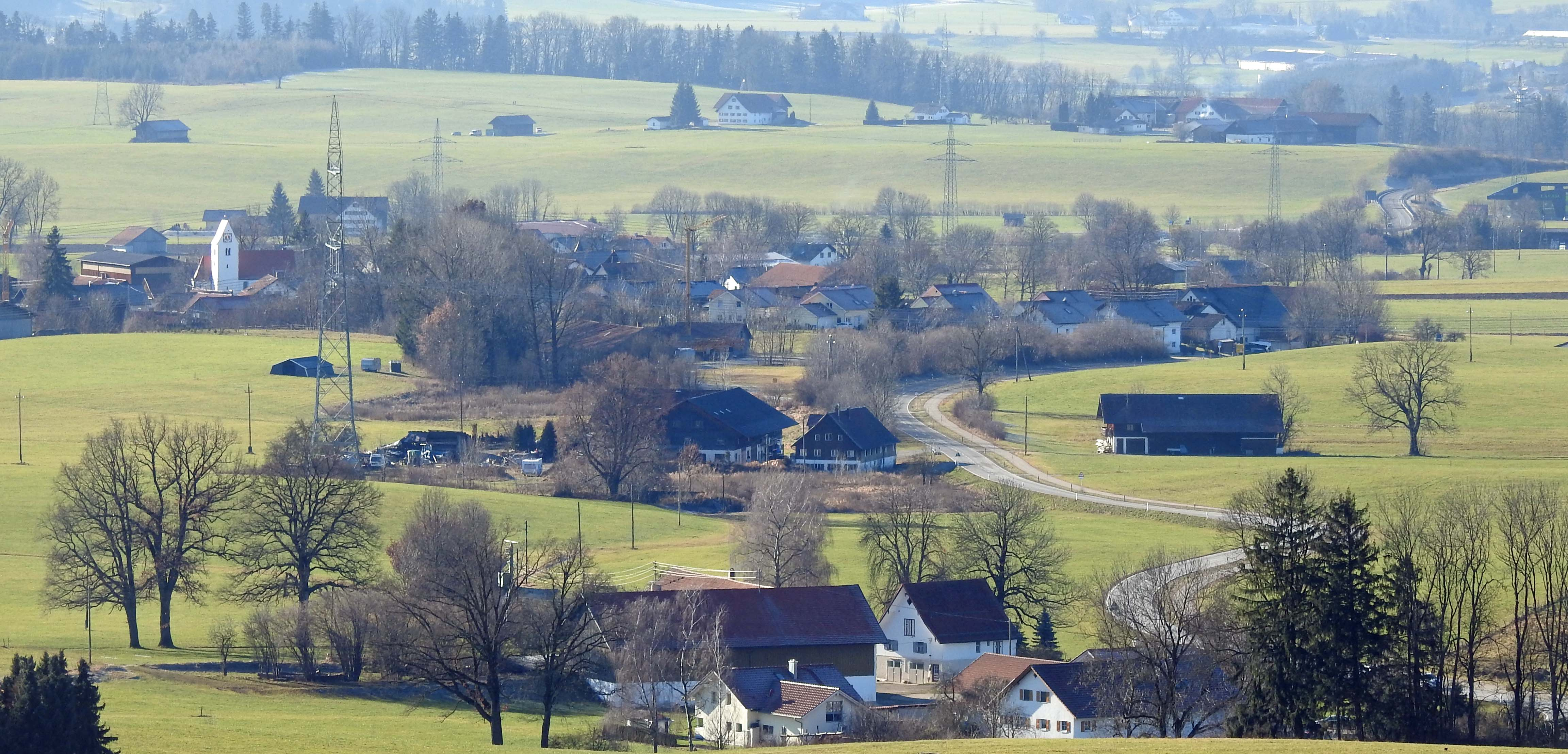
Überbach von Nordosten
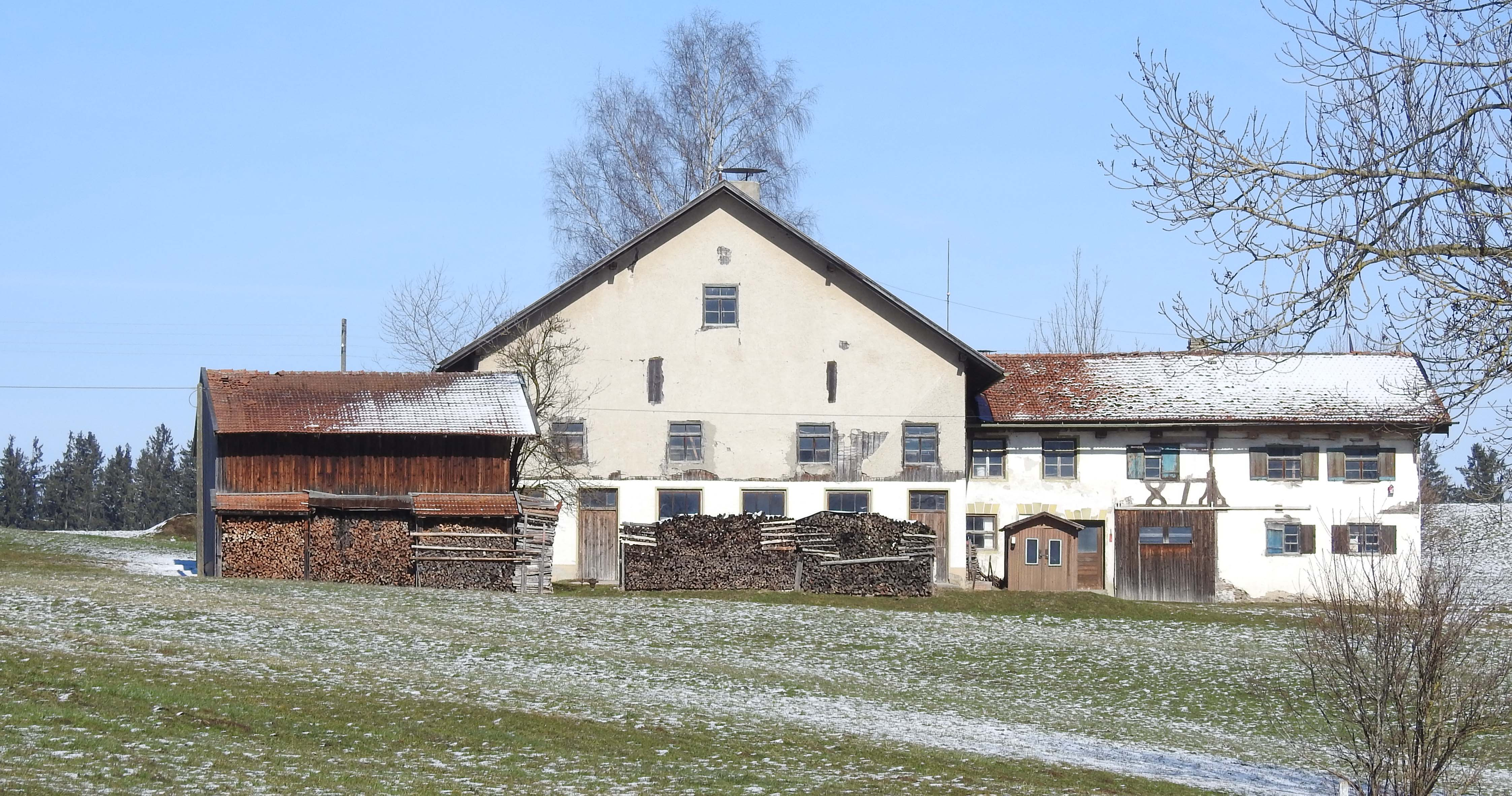
Todtenberg

## Sport
Der TSV Dietmannsried e. V. ist ein Mehrspartenverein, der die Sportarten Badminton, Eishockey, Fußball, Handball, Leichtathletik, Skifahren, Tennis, Tischtennis, Turnen und Volleyball anbietet.
Handball: Die HSG Dietmannsried/Altusried (seit 2009), eine aus dem TSV Dietmannsried und dem TSV Altusried bestehende Handballspielgemeinschaft, nimmt mit zwei Männermannschaften, einem Frauenteam und fünf Nachwuchsmannschaften am Spielbetrieb des Bayerischen-Handballverbandes (BHV) teil. Den größten Erfolg der Spielgemeinschaft erzielte das erste Frauenteam in der Saison 2013/14 mit der „Südbayerischen Landesligameisterschaft“ und dem Aufstieg in die viertklassige Bayernliga. Die erste Männermannschaft tritt 2023/24 in der fünftklassigen Landesliga Süd an und das Frauenteam spielt in der Bezirksliga Alpenvorland.

## Wirtschaft und Infrastruktur

### Wirtschaft
Im Jahr 2020 lagen die Gemeindesteuereinnahmen bei 9.108.000 Euro, davon waren 2.476.000 Euro Gewerbesteuereinnahmen (netto). Mit einem Gewerbesteuerhebesatz von 330 % ist die Gemeinde eine der gewerbesteuerlich attraktivsten Gemeinden in Deutschland. Der Schuldenstand betrug im Jahr 2020 ca. 5.970.000 Euro, dies sind etwa 720 Euro pro Einwohner.
Nach der amtlichen Statistik gab es im selben Jahr im Bereich der Land- und Forstwirtschaft 28, im produzierenden Gewerbe 488 und im Bereich Handel, Verkehr und Gastgewerbe 502 sozialversicherungspflichtig Beschäftigte am Arbeitsort. In sonstigen Wirtschaftsbereichen waren am Arbeitsort 1486 Personen sozialversicherungspflichtig beschäftigt. Sozialversicherungspflichtig Beschäftigte am Wohnort gab es 3583. Im verarbeitenden Gewerbe gab es fünf, im Bauhauptgewerbe 14 Betriebe. Im Jahr 2016 bestanden zudem 108 landwirtschaftliche Betriebe mit einer landwirtschaftlich genutzten Fläche von insgesamt 3353 ha, davon waren 3048 ha Dauergrünfläche.

#### Ansässige Unternehmen
- Das seit etwa 1913 bestehende, früher etwa Eiweißmilch, Trocken-Reisschleim „Bessau“, Dexamyl (ein fertiges „Zusatzpräparat für Milchmischungen mit besonderen Nähreigenschaften für den gesunden und kranken Säugling“), Lactopriv (milchfreie Säuglingsnahrung) oder das Kinderbad „M. Töpfer“ anbietende Familienunternehmen M. Töpfer GmbH[13] bzw. „Töpfer GmbH", auch bekannt als "Töpfer Babywelt“, einer der führenden Hersteller von Bio-Babynahrung und zertifizierter Naturkosmetik (Babypflege und Pflege für Mamas), ist mit rund 190 Mitarbeitern der größte Arbeitgeber des Ortes.[14] Im April 2024 beantragte Töpfer ein Sanierungsverfahren in Eigenverwaltung.[15] Im August 2024 wurde bekannt gegeben, dass der strategische Investor Family Office TCF Capital, eine Tochter der tschechischen Rohlik Group, bei Töpfer einsteige und den Geschäftsbetrieb sowie sämtliche Vermögenswerte übernehme.[16]
- Das überregional bekannte Busunternehmen Arnold ist seit 1927 im Ort ansässig.

### Verkehr
Die Gemeinde liegt direkt an der A 7 mit eigener Ausfahrt und hat einen Bahnhof an der Illertalbahn, der im Stundentakt bedient wird. Eine Umgehungsstraße wurde um den Ort gebaut.

### Bildung
Im Schuljahr 2020/2021 gab es folgende Bildungseinrichtungen:
- Fünf Kindertageseinrichtungen mit 335 Plätzen, in denen 326 Kinder betreut werden
- Je eine Grund- und Mittelschule mit insgesamt 32 Lehrkräften und 495 Schülerinnen und Schülern
- Eine Bücherei mit über 11.000 Medien
- Außenstelle der Volkshochschule Kempten

## Persönlichkeiten
- Johann Michael Koneberg (* 1733 in Dietmannsried; † 1802), Hofmaler der Fürstäbte von Kempten
- Ludwig Goerz (* 1895 in Dietmannsried; † 1988 in Wiesbaden), Architekt, Maler, Bühnenbildner und Grafiker
- Karin Dedler-Feigele (* 1963 in Dietmannsried), Skirennläuferin
- Bruno Merk (* 1970 in Dietmannsried), Kerntechnikingenieur